# Шеймъс Колман
Шеймъс Колман (на английски: Séamus Coleman), роден на 11 октомври 1988 г., е ирландски футболист, десен защитник, настоящ играч на Евертън и капитан на ирландския национален отбор.

## Кариера

### Клубна кариера
Навлиза в професионалния футбол като част от Слиго Роувърс. За три години записва 55 мача за отбора.
През януари 2009 г. е продаден на Евертън за £60 000 паунда. Дебютира едва през октомври, в мач срещу Бенфика от Лига Европа.
През март 2010 г. преминава под наем в Блекпул до края на сезон 2009-10.

### Национален отбор
Получава първата си повиквателна за националния отбор през октомври 2010 г., когато негов треньор е Джовани Трапатони, а дебютира през февруари 2011 г.
Колман е капитан на отбора, който достига да 1/8-финалите на Евро 2016.